# Oreoneta
Oreoneta là một chi nhện trong họ Linyphiidae.

## Hình ảnh